# Enigma (альбом)
Enigma — четвёртый студийный альбом альтернативной метал группы Ill Nino, выпущенный в Соединенных Штатах 11 марта 2008 году Cement Shoes Records. Первый сингл альбома «The Alibi of Tyrants» был выпущен на радио 22 апреля 2007 года. Группа заявила, что они будут снимать три музыкальных клипа с альбома, в том числе «The Alibi of Tyrants», «Me Gusta La Soledad» и «Pieces of the Sun». Европейская версия альбома была выпущена в ограниченном издании в виде диджипака, в том числе все пять треков группы 2006 EP Sessions Under Cover.

## Список композиций
| №                   | Название                           | Длительность |
| ------------------- | ---------------------------------- | ------------ |
| 1.                  | «The Alibi of Tyrants»             | 3:51         |
| 2.                  | «Pieces of the Sun»                | 4:18         |
| 3.                  | «Finger Painting (With the Enemy)» | 4:07         |
| 4.                  | «March Against Me»                 | 3:31         |
| 5.                  | «Compulsion of Virus and Fever»    | 4:25         |
| 6.                  | «Formal Obsession»                 | 4:18         |
| 7.                  | «Hot Summer's Tragedy»             | 5:10         |
| 8.                  | «Me Gusta La Soledad»              | 4:34         |
| 9.                  | «2012»                             | 4:28         |
| 10.                 | «Guerrilla Carnival»               | 3:46         |
| 11.                 | «Estoy Perdido»                    | 3:36         |
| 12.                 | «Kellogg's, Bombs & Cracker Jacks» | 4:04         |
| 13.                 | «De Sangre Hermosa»                | 3:59         |
| Общая длительность: | Общая длительность:                | 54:04        |

| №                   | Название                                                                  | Длительность |
| ------------------- | ------------------------------------------------------------------------- | ------------ |
| 14.                 | «Arrastra»                                                                | 3:20         |
| 15.                 | «Zombie Eaters» (Featuring Chino Moreno of Deftones, Faith No More cover) | 5:59         |
| 16.                 | «Reservation for Two»                                                     | 3:15         |
| 17.                 | «Red Rain»                                                                | 4:15         |
| 18.                 | «Territorial Pissings»                                                    | 2:27         |
| Общая длительность: | Общая длительность:                                                       | 19:18        |

## Участники записи
- Кристиан Мачадо — вокал
- Дэйв Чаварри — ударные
- Лазаро Пина — бас-гитара
- Диего Вердузо — ритм-гитара
- Ару Ластер — соло-гитара
- Даниэль Коуто — перкуссия